# قصر بهلوي
القصر البهلوي (بالفارسية: خاندان پهلوی)، القصر الإمبراطوري الذي حكم إيران منذ تتويج رضا شاه عام 1925 عقب الإطاحة بـ أحمد ميرزا القاجاري، آخر حاكم لـ دولة إيران الإمبراطورية، ولقد ضعفت إيران نتيجة الاحتلال السوفيتي والبريطاني. انعقدت الجمعية الوطنية في إيران، المعروفة باسم مجلس الشورى الإسلامي، باعتبارها جمعية تأسيسية يوم 12 ديسمبر من عام 1925، وأعلنت خلع الملك الشاب أحمد شاه القاجاري ثم أعلنت رضا شاه إمبراطورًا جديدًا لـ دولة إيران الإمبراطورية في 15 من ديسمبر في العام نفسه. وفي عام 1935 أصدر رضا شاه مرسومًا للسفارات الأجنبية التي تُعرف الدولة لديها دوليًا باسم بلاد فارس، أنها ينبغي أن تذكر أيضًا بالاسم الأصلي إيران في المحافل الدولية. ولقد أُجبر رضا شاه في النهاية على التنازل عن العرش أثناء الغزو الأنجلو - سوفيتي لإيران في 16 سبتمبر عام 1941. وبدوره تمت الإطاحة بابن رضا شاه محمد رضا شاه وتم حل القصر الإمبراطوري في أعقاب الثورة الإسلامية عام 1979.

## خلفيّة
سلالة بهلوي (بالفارسية: خاندان پهلوی) هي آخر سلالة ملكية إيرانية، حكمت لما يقرب من 54 عامًا بين عامي 1925 و 1979. تأسست هذه السلالة على يد جندي، في العصر الحديث، والذي أخذ اسم اللغة البهلوية التي كان يتم التحدث بها في الإمبراطورية الساسانية قبل الإسلام من أجل تعزيز مصداقيته القومية. حلَّت السلالة محل سلالة قاجار في أوائل العشرينات من القرن الماضي، بدءًا من 14 يناير 1921 عندما تمت ترقية الجندي رضا خان البالغ من العمر 41 عامًا من قبل الجنرال البريطاني إدموند أيرونسايد لقيادة لواء القوزاق الفارسي الذي تديره بريطانيا. بعد حوالي شهر، وتحت إشراف بريطاني، وصلت مفرزة رضا خان القوية من لواء القوزاق البالغ عددهم 3000-4000 إلى طهران فيما أصبح يُعرف باسم الانقلاب الفارسي عام 1921. تم الاستيلاء على بقية البلاد بحلول عام 1923، وبحلول أكتوبر 1925 وافق المجلس على عزل أحمد شاه قاجار ونفيه رسميًا. أعلن المجلس أن رضا بهلوي هو شاه إيران الجديد في 12 ديسمبر 1925، وفقًا للدستور الفارسي لعام 1906. في البداية، خطط بهلوي لإعلان البلاد جمهورية، كما فعل أتاتورك المعاصر في تركيا، لكنه تخلى عن الفكرة في مواجهة المعارضة البريطانية ورجال الدين. حكمت السلالة إيران لمدة 28 عامًا كشكل من أشكال الملكية الدستورية من عام 1925 حتى عام 1953، وبعد الإطاحة برئيس الوزراء المنتخب ديمقراطياً، لمدة 26 عامًا أخرى كملكية أكثر استبدادًا حتى تم الإطاحة بالسلالة نفسها في عام 1979.

## الخلفية العائلية
ولد رضا خان في عام 1878 في قرية ألاشت في مقاطعة سافادكوه بمقاطعة مازندران. والداه هما عباس علي خان ونوشافارين ايروملو. كانت والدته مهاجرة مسلمة من جورجيا (التي كانت آنذاك جزءًا من الإمبراطورية الروسية)، وقد هاجرت عائلتها إلى البر الرئيسي لإيران قاجار بعد أن أُجبرت إيران على التنازل عن جميع أراضيها في القوقاز بعد الحروب الروسية الفارسية عدة عقود قبل ولادة رضا شاه. كان والده من المازاندراني، تم تكليفه في فوج سافادكوه السابع، وخدم في الحرب الأنجلو-فارسية عام 1856.

## رؤساء بيت البهلوي
| الاسم        | الاسم          | الصورة                | العلاقات الأسرية    | فترة الحياة | بدأ المنصب     | ترك المنصب                        |
| شاه ايران    | شاه ايران      | شاه ايران             | شاه ايران           | شاه ايران   | شاه ايران      | شاه ايران                         |
| ------------ | -------------- | --------------------- | ------------------- | ----------- | -------------- | --------------------------------- |
| 1            | رضا شاه        | Reza Shah             | ابن عباس علي        | 1878-1944   | 15 ديسمبر 1925 | 16 سبتمبر 1941 (تنازل)            |
| 2            | محمد رضا بهلوي | Mohammad Reza Pahlavi | ابن رضا شاه         | 1919-1980   | 16 سبتمبر 1941 | 11 فبراير 1979 (الثورة الإيرانية) |
| مطالب بالعرش |                |                       |                     |             |                |                                   |
| 1            | محمد رضا بهلوي | Mohammad Reza Pahlavi | ابن رضا شاه         | 1919-1980   | 11 فبراير 1979 | 27 يوليو 1980 (الموت)             |
| -            | فرح بهلوي      |                       | زوجة محمد رضا بهلوي | 1938–       | 27 يوليو 1980  | 31 أكتوبر 1980                    |
| 2            | رضا بهلوي      | Reza Pahlavi II       | ابن محمد رضا بهلوي  | 1960 -      | 31 أكتوبر 1980 |                                   |

## القرينات
| الصورة | الاسم                  | الأب                   | تاريخ الميلاد | زواج           | تايخ القرانة   | انفصال                     | تاريخ الوفاة   | الزوج        |
| ------ | ---------------------- | ---------------------- | ------------- | -------------- | -------------- | -------------------------- | -------------- | ------------ |
|        | تاج الملوك             | تيمير خان ايروملو      | 1896          | 1916           | 15 ديسمبر 1925 | 16 سبتمبر 1941 تنازل الزوج | 1982           | رضا شاه      |
|        | فوزية فؤاد             | فؤاد الأول من مصر      | 1921          | 1939           | 16 سبتمبر 1941 | 17 نوفمبر 1948 مطلقة       | 2013           | محمد رضا شاه |
|        | ثريا اسفندياري بختياري | خليل اسفندياري بختياري | 1932          | 12 فبراير 1951 | 12 فبراير 1951 | 15 مارس 1958 مطلقة         | 2001           | محمد رضا شاه |
|        | فرح ديبا               | سهراب ديبا             | 1938          | 21 ديسمبر 1959 | 21 ديسمبر 1959 | 11 فبراير 1979 إفادة الزوج | على قيد الحياة | محمد رضا شاه |

## الورثة

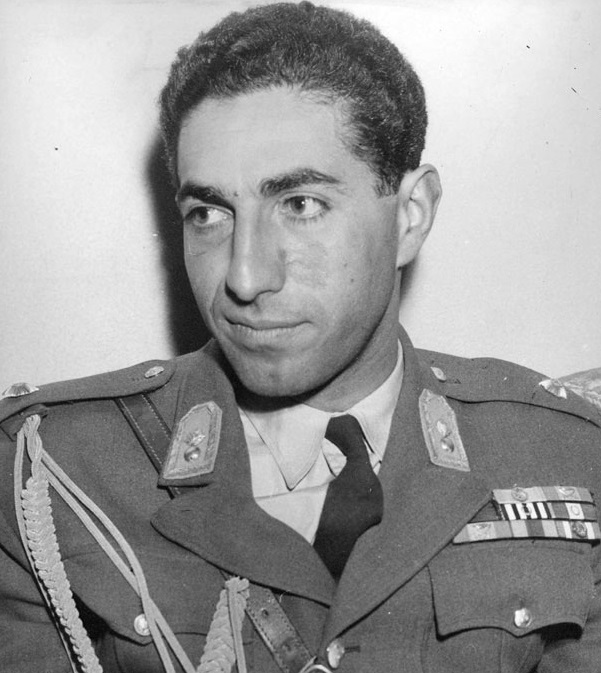
الأمير علي رضا بهلوي الوريث المفترض حتى وفاته عام 1954

نص الدستور السابق لإيران على وجه التحديد على أن الذكر الذي لم ينحدر من سلالة قاجار يمكن أن يصبح الوريث الظاهر. هذا جعل جميع الإخوة غير الأشقاء لمحمد رضا غير مؤهلين لأن يصبحوا ورثة العرش. حتى وفاته عام 1954، كان الأخ الشقيق الوحيد للشاه علي رضا هو الوريث المفترض له. كما يتطلب الدستور أن يكون الشاه من أصل إيراني، أي أن والده ووالدته إيرانيتان.

### قائمة أولياء العهد
| الاسم                                            | الاسم    | الصورة             | العلاقة بالملك | أصبح وريًا                                                   | لم يعد وريثًا                  |
| ------------------------------------------------ | -------- | ------------------ | -------------- | ----------------------------------------------------------- | ----------------------------- |
| المنصب شاغر من 15 ديسمبر 1925 حتى 24 أبريل 1926  |          |                    |                |                                                             |                               |
| 1                                                | محمد رضا | Mohammad Reza Shah | الابن البكر    | 25 أبريل 1926                                               | 16 سبتمبر 1941 (أصبح ملك)     |
| المنصب شاغر من 16 سبتمبر 1941 إلى 26 أكتوبر 1967 |          |                    |                |                                                             |                               |
| 2                                                | رضا      |                    | الابن البكر    | 1 تشرين الثاني (نوفمبر) 1960 (أعلن) 26 أكتوبر 1967 (المعين) | 11 فبراير 1979 (الأب المخلوع) |

## الألقاب
- شش: إمبراطور، يليه شيشانش شيش من إيران، بأناقة صاحب الجلالة الإمبراطورية
- شهب ارمنو: شهب أو إمبراطورة، يليه الاسم الأول، يليه "إيران"، بأسلوب صاحبة الجلالة الإمبراطورية
- ولي العهد: ولي عهد إيران، بأناقة صاحب السمو الإمبراطوري
- الأبناء الأصغر سنا: الأمير (أو ابن الملك)، يليه الاسم الأول واللقب (بهلوي)، والأسلوب صاحب السمو الإمبراطوري.
- البنات: الأميرة (ششدوخت، أو ابنة الملك)، يليها الاسم الأول واللقب (بهلوي)، والأسلوب صاحبة السمو الإمبراطوري.
- يستخدم أطفال ابنة / ابنة الملك نسخة أخرى من الأمير (الخامس جوهر، "الجوهر المتفوق") أو الأميرة (الخامس جوهر)، والتي تشير إلى النسب في الجيل الثاني من خلال خط الإناث، واستخدام الأنماط سموه أو صاحبة السمو. ثم يتبع ذلك الاسم الأول ولقب الأب، سواء كان ملكيا أو من عامة الناس. ومع ذلك، فإن الأطفال من قبل أخت الشاه الأخير فاطمة، التي تزوجت من رجل أعمال أمريكي كزوجها الأول، يدعى بهلوي هيلير ولا يستخدمون أي ألقاب.

## وصلات خارجية
- Pahlavi Dynasty
- Official website of Reza Pahlavi